# Daniel Welser
Daniel Welser (* 16. Februar 1983 in Klagenfurt am Wörthersee) ist ein ehemaliger österreichischer Eishockeyspieler, der über 600 Spiele in der Österreichischen Eishockey-Liga für den EC Red Bull Salzburg und den EC KAC absolviert hat. Mit diesen Klubs wurden er insgesamt sieben Mal österreichischer Meister. Zudem war er über viele Jahre Mitglied der österreichischen Nationalmannschaft.

## Karriere
Welser gab schon in der Saison 1999/2000 mit 16 Jahren sein Debüt beim EC KAC in der höchsten österreichischen Liga. Zudem spielte er in dieser Spielzeit auch für das Team Telekom in der Nationalliga. Bereits in seinem ersten ÖEHL-Jahr wurde er mit den Klagenfurtern Österreichischer Meister und konnte den Titel 2001 verteidigen und 2004 zum dritten Mal gewinnen.
2005 wechselte er nach Schweden zu Skellefteå AIK, mit dem er 2006 in die Elitserien, die höchste Liga des skandinavischen Landes, aufstieg. Nach zwei Jahren in Schweden kehrte er zur Saison 2007/08 nach Österreich zurück. Seitdem spielt er für den EC Red Bull Salzburg, mit dem er 2008, 2010, 2011, 2014, 2015 und 2016 Österreichischer Meister wurde. Dabei reichte 2014 bereits die Teilnahme am Playoff-Finale, da der siegreiche Endspielgegner HC Bozen als italienische Mannschaft zwar den Liga- aber nicht den Landesmeistertitel gewinnen konnte. Mit den Roten Bullen gewann er 2010 auch den Continental Cup.
Am 19. September 2017 erlitt er einen Schlaganfall und musste die Saison vorzeitig beenden. Im November 2017 gab Welser seinen Rücktritt vom Leistungssport bekannt, der EC Red Bull Salzburg sperrte daraufhin seine Trikotnummer #20.

## International
Welser durchlief alle Juniorennationalteams in Österreich und nahm an der U18-B-Weltmeisterschaft 2000 und den U20-Weltmeisterschaften der Division I 2001, 2002 und 2003 teil. In seinem letzten Juniorenjahr stieg er mit dem Team aus dem Alpenland in die Top-Division auf.
Am 8. November 2002 debütierte er beim 3:2-Erfolg gegen Belarus im norwegischen Asker in der Herren-Nationalmannschaft. Für diese nahm er an den Weltmeisterschaften der Top-Division 2003, 2004, 2005, 2007, 2011 und 2013 teil. 2006, als er die beste Plus/Minus-Bilanz des Turniers erreichte, 2008, 2010 und 2012 spielte er in der Division I der Weltmeisterschaft, wobei jeweils der sofortige Wiederaufstieg in die Top-Division nach dem Abstieg im Vorjahr erreicht wurde. Zudem vertrat er seine Farben bei den Qualifikationsturnieren für die Olympischen Winterspiele 2006, 2010 und 2014 sowie den Spielen 2014 in Sotschi selbst.

## Erfolge und Auszeichnungen
- 2000 Österreichischer Meister mit dem EC KAC
- 2001 Österreichischer Meister mit dem EC KAC
- 2002 Kärntner Eishockey Superstar des Jahres
- 2004 Österreichischer Meister mit dem EC KAC
- 2005 Kärntner Eishockey Superstar des Jahres
- 2006 Aufstieg in die Elitserien mit dem Skellefteå AIK
- 2008 Österreichischer Meister mit dem EC Red Bull Salzburg
- 2009 Österreichischer Vizemeister mit dem EC Red Bull Salzburg
- 2010 IIHF-Continental-Cup-Gewinn mit dem EC Red Bull Salzburg
- 2010 Österreichischer Meister mit dem EC Red Bull Salzburg
- 2011 Österreichischer Meister mit dem EC Red Bull Salzburg
- 2011 European-Trophy-Gewinn mit dem EC Red Bull Salzburg
- 2014 Österreichischer Meister mit dem EC Red Bull Salzburg
- 2015 Österreichischer Meister mit dem EC Red Bull Salzburg
- 2016 Österreichischer Meister mit dem EC Red Bull Salzburg

### International
- 2003 Aufstieg in die Top-Division bei der U20-Weltmeisterschaft der Division I, Gruppe B
- 2006 Aufstieg in die Top-Division bei der Weltmeisterschaft der Division I, Gruppe B
- 2006 Beste Plus/Minus-Bilanz der Weltmeisterschaft der Division I, Gruppe B
- 2008 Aufstieg in die Top-Division bei der Weltmeisterschaft der Division I, Gruppe B
- 2010 Aufstieg in die Top-Division bei der Weltmeisterschaft der Division I, Gruppe A
- 2012 Aufstieg in die Top-Division bei der Weltmeisterschaft der Division I, Gruppe A

## Karrierestatistik
(Legende zur Spielerstatistik: Sp oder GP = absolvierte Spiele; T oder G = erzielte Tore; V oder A = erzielte Assists; Pkt oder Pts = erzielte Scorerpunkte; SM oder PIM = erhaltene Strafminuten; +/− = Plus/Minus-Bilanz; PP = erzielte Überzahltore; SH = erzielte Unterzahltore; GW = erzielte Siegtore; 1 Play-downs/Relegation; Kursiv: Statistik nicht vollständig)